# Пряшников, Алексей Фёдорович
Алексей Фёдорович Черненко (род. 26 ноября 1931, деревня Гилев Лог, Романовский Район, Алтайский Край, СССР) — русский драматург, сценарист, журналист, журналист, сценарист.

## Биография
Родился в деревне Гилев Лог, Алтайского края 26 ноября 1931 года в семье военного Федора Андреевича Черненко, участника Великой Отечественной войны и Натальи Ивановны Черненко, врача по профессии. После окончания школы в разные годы работал пастухом, молотобойцем, грузчиком, плотником, матросом рыболовного сейнера, адвокатом, комсомольским работником, был заведующим Чукотской красной ярангой, старателем Колымской артели, корреспондентом многих газет.

### Образование
Окончил Саратовскую государственную юридическую академию, Высшие курсы сценаристов и режиссёров.
Профессор международной Славянской академии.

### Работа

#### Писатель, журналист
С 1966 года работает в газете «Магаданская правда».
Работал редактором пресс-центра ЦТ, на киностудии «Центрнаучфильм», референтом у двух президентов крупной предпринимательской структуры «Гермес». Там же заведовал пресс-центром.
Несколько лет Алексей Федорович сотрудничал, как литератор, с Сергеем Федоровичем Бондарчуком. С его помощью была издана книга «Мастерская Сергея Бондарчука» (издательство «Искусство») в соавторстве с преподавателем В. Подвигом. Затем была его литзапись книги С.Ф. Бондарчука «Желание чуда» (издательство «Молодая Гвардия»).
Пьесы «Салаги», «Житов», «Самосуд» были опубликованы в репертуарном сборнике «Молодежная эстрада».
Пьеса (эпическая драма) «Промедление смерти подобно» в соавторстве с С.Ф. Бондарчуком была опубликована в журнале «Театр».
А.Ф. Пряшников публиковался в самых престижных журналах и издательствах. Журналы: «Новый мир», «Наш современник», «Молодая гвардия», «Русский дом», «Божий мир». Издательства: «Советский писатель» – книга «Когда человеку лучше», «Молодая гвардия» – «Круги», «Российский писатель» – «Были отца Николая».
В годы 2005 – 2016 Пряшников, с помощью спонсоров, издал такие книги: «Не умру, но жив буду», «За живой водой»– о современной жизни святой обители «Оптина Пустынь». «Откровения бывалого человека», «Мои встречи со смертью», «Оптинские встречи».
В 2005 году вышла документальная повесть «Герой нашего времени», посвящённая жизни Героя России майора Александра Перова, погибшего в Беслане при освобождении заложников от банды террористов.
27 ноября 2013 года был удостоен премии ««Серебряный Витязь» за документальную повесть о Герое России Александре Перове.
Член Союза писателей России с 2006 года.

## Семья
Имеет несколько браков, двое детей.

## Литературные премии
- 1966 — Почетная грамота за активное участие в художественной самодеятельности;
- 2011 — Орден "За вклад в культуру";
- 2011 — Орден "За благородство помыслов и дел", Приказ Председателя Совета ветеранов ЦА МВД России от 20.06.2011;
- 2013 — премия «Серебряный Витязь» за роман «Герой нашего времени»;
- 2016 - премия  "Золотого Витязь" за книгу "Оптинские встречи"

## Произведения

### Повести и романы
- Концерт с ума сшедших ("Дурдом") (1995)
- Когда человеку лучше
- Круги
- Не умру, но жив буду
- Чернобыльский батюшка (2002)
- Герой нашего времени (2005)
- За живой водой (2005)
- Были отца Николая (2005)
- Не умру, но жив буду... (2005)
- Откровения бывалого человека (2007)
- Мои встречи со смертью (2013)
- Когда в тебе нет страха. Откровения бывалого оптимиста (2015)
- Оптинские встречи (2016)

### Пьесы
- Салаги
- Житов
- Самосуд
- Наши голоса
- Митя и поросёнок